# Cradle［クレイドル］ -眠れぬ夜の子守唄-
『Cradle［クレイドル］ -眠れぬ夜の子守唄-』（クレイドル ねむれぬよるのこもりうた）は、2007年に日本ベーリンガーインゲルハイムがネット配信した全10話の連続ドラマである。不眠症をテーマとしたメディシネマで、不眠症の4種類の症例を取り上げ、それに悩む人々のドラマを描いている。

## あらすじ
雑誌編集者の小山美羽は不眠症に悩まされていた。その苛立ちの矛先を夫の紀之にぶつけるが、実は紀之もまた不眠症に悩んでいたのだった。美羽による雑誌への執筆依頼を頑固に断り続ける作家の堂本英一も、やはり不眠症に陥っていたのだが、堂本を診察する医師の安西修もかつて不眠症に悩んだ過去を持っていた。彼ら4人の人生は、やがてバー「Cradle」で大きく交わり、変わり始めていく。

## キャスト
- 小山美羽：野波麻帆
- 小山紀之：伊東孝明
- 安西修：鶴見辰吾
- 堂本英一：麿赤兒
- 下條アトム
- しほり
- 仁藤優子
- 十川史也
- 持田雅代
- 長尾奈奈
- 押野大地
- 穴田ユキ久
- 今野ひろみ
- 増田英治
- 大出勉
- 田口愛
- 宇津宮雅代

## スタッフ
- 監督：林弘樹
- 脚本：栗山宗太
- 音楽：古田秘馬
- 主題歌：しほり 「Cradle〜揺りかご〜」
- 医療アドバイザー：粥川裕平